# 美路甸·史蒂凡諾維克
美路甸·史蒂凡諾維克（Milutin Stefanović，1985年1月23日—），是一名塞爾維亞射擊運動員，曾獲得2018年地中海運動會男子10米氣步槍冠軍。他也參加了2016年夏季奧林匹克運動會射擊男子10公尺空氣步槍比賽。

## 外部連結
- ISSF （页面存档备份，存于）